# Бэкон, Гарет
Гарет Эндрю Бэкон (англ. Gareth Andrew Bacon; род. 7 апреля 1972, Британский Гонконг) — британский политик, член Консервативной партии.

## Биография
В 1998—2021 годах являлся депутатом совета лондонского боро Бексли.
В 2008 году избран в Лондонскую ассамблею, в 2016 году переизбран в Ассамблею, но от округа Бексли и Бромли, сохранял мандат до 2021 года.
12 декабря 2019 года победил на парламентских выборах в округе Орпингтон на территории Большого Лондона с результатом 63,4 %, оставив далеко позади сильнейшего из соперников, лейбориста Саймона Джила (Simon Jeal), заручившегося поддержкой 17,5 % избирателей.
5 ноября 2024 года при формировании теневого кабинета Кеми Баденок назначен теневым министром транспорта.
22 июля 2025 года в результате кадровых перемещений в теневом кабинете Баденок исключён из основного состава теневого кабинета и назначен теневым младшим министром по делам Лондона.